# Dump’n’Chase
Das Spielprinzip des Dump’n’Chase (Englisch-Amerikanisch: „verschleudern und verfolgen“) ist eine Methode, um im Eishockey in die gegnerische Zone einzudringen. Diese Methode, um offensiv Druck auszuüben oder auch Torchancen zu erzwingen, ist vor allem in Nordamerika (USA und Kanada) zu sehen.
Entwickelt wurde diese Art von schnellem Spiel, weil die östlichen Länder, wie zum Beispiel Russland oder Tschechoslowakei, vor allem bis in die 1990er Jahre technisch und läuferisch besser waren als die nordamerikanischen Teams. Beim Dump’n’Chase geht es darum, dass der scheibenführende Spieler die Mittellinie überquert und dann den Puck an die Hintertorbande spielt, so dass der Puck von dieser abprallt. Sobald der Puck auf dem Weg zur Bande ist, umlaufen die Spieler des eigenen Teams die gegnerischen Verteidiger, so dass sie als erste am Puck sind und somit Angriffsdruck in der gegnerischen Zone aufbauen können. Wichtig ist es, dass die eigenen Spieler nicht in ein Abseits laufen. Dieses Spielprinzip wird vor allem dann angewandt, wenn der Gegner eine eher defensive Strategie gewählt hat. Dies kann sein, wenn der Gegner auf der gegnerischen blauen Linie in einer Fünfer- oder Viererkette wartet und den Gegenstoß abfangen bzw. verhindern will.